# Graciela Sapriza

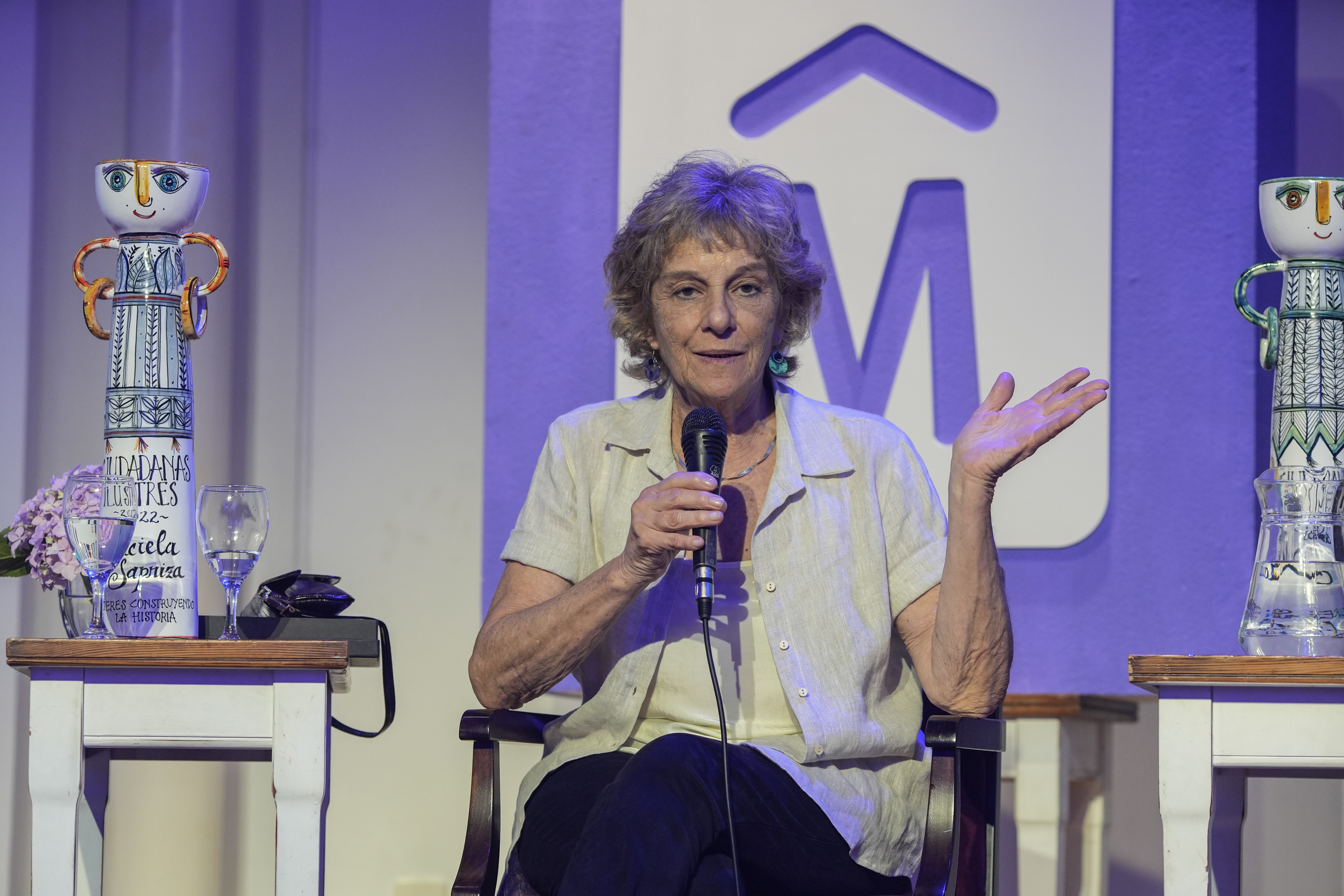
Historiadora Graciela Sapriza

Graciela Maria Sapriza Torres é uma historiadora e professora que nasceu em Montevidéu, no Uruguai, no dia 12 de setembro de 1945. Possui  bacharelado em Ciências Históricas pela Universidade da República, onde também obteve seu mestrado. Atuou como professora em diferentes universidades, como: Universidade de Málaga na Espanha, Universidade de Gotemburgo na Suécia e Universidade do Chile. Suas pesquisas estão voltadas para a participação das mulheres uruguaias no contexto social, político e cultural nos séculos XIX e XX, mais precisamente na Ditadura Militar a qual é constituída por vozes públicas militantes, que descrevem violações dos direitos humanos.

## Artigo em Destaque
''Memórias das mulheres na história da ditadura (Uruguai, 1973-1985). Violência / Prisão''   a autora analisa a ditadura Uruguaia a partir de uma perspectiva de gênero, para se aprofundar nas desigualdades sociais e culturais, em contraposição a esses aspectos as mulheres teriam de assumir o  seu protagonismo, dentro de uma sociedade, a qual está relacionada com as histórias conquistadas nessa visão.

## Entrevista
Em outubro de 2022 Graciela Sapriza concedeu uma entrevista a Ana Laura de Giorgi, foi publicada na Revista Clepsidra, no qual oferece uma visão profunda sobre a trajetória pessoal e profissional da historiadora. É discutido sua juventude nos anos 60 no Uruguai e sua formação em história, destacando o seu envolvimento com a história "desde baixo", para com as mulheres. A entrevista teve como objetivo despertar os percursos do seu compromisso feminista, abordando as dificuldades dos estudos de gênero dentro da academia. Graciela narra ainda as transformações ocorridas em torno da ideia de "conhecimento comprometido politicamente" e explora as potencialidades do cruzamento entre direitos humanos e feminismo. A historiadora reflete sobre as condições de produção do pensamento histórico e feminista, oferecendo uma perspectiva  comprometida com  sua carreira e suas lutas, a historiadora também possui outras publicações sobre o assunto, como por exemplo o livro ''Tempo de silêncio: Mulheres Privadas de Liberdade no Uruguai'(2016)''que visa analisar a perspectiva de gênero.
Graciela María Sapriza Torres se destaca pela sua análise de memória da ditadura cívico militar uruguaia sob uma perspectiva de gênero, em que mostra como as mulheres vivenciaram e resistiram nesse período, ressaltando a importância de reconhecer suas experiências específicas de violência e resistência. Argumenta-se que a memória coletiva da ditadura frequentemente marginaliza e silencia as contribuições e sofrimentos das mulheres, perpetuando uma narrativa predominantemente masculina. A partir dos relatos de mulheres que foram perseguidas, torturadas e que participaram ativamente dessa resistência, busca-se construir uma memória mais inclusiva e justa, garantindo que as vozes femininas sejam ouvidas e valorizadas. Sapriza também explora como a violência de gênero durante a ditadura deixou marcas profundas nas sobreviventes, influenciando suas vidas e a sociedade uruguaia como um todo.
A historiadora investiga os diversos aspectos da vida da classe trabalhadora, com foco no papel desempenhado pelas mulheres nas referências da cultura operária. Em seus métodos analíticos, usou como suporte a história oral através das perspectivas de gênero para analisar o paternalismo e a disciplina do empregador naquele período fazendo reflexões sobre os efeitos do processo do trabalho feminino em Montevidéu no final do século XIX.

## Trabalhos publicados
- El tiempo quieto. Mujeres privadas de libertad en Uruguay. 2016
- Otra historia. Memorias de resistencia. Mujeres de Las Piedras 1968-1985. 2015
- Genero y sexualidad en el Uruguay. 2001
- Los caminos de una ilusión- 1913: Huelga de mujeres en Juan Lacaze. 1993
- Mujer y poder. En los márgenes de la democracia uruguaya. 1991
- Hilamos una historia. 1989
- Memorias de rebeldía- Siete historias de vida. 1988
- Mujer, Estado y Política en el Uruguay del siglo XX. 1984
- La inmigración europea en el Uruguay- Los Italianos. 1983[5]